# Phyllospadix
Phyllospadix, maleni biljni rod od 5 ili 6 vrsta vodenog morskog bilja iz porodice vogovki. Rod je raširen uz pacifičku obalu Sjeverne Amerike i Ruskog dalekog istoka.

## Vrste
1. Phyllospadix iwatensis Makino
2. Phyllospadix japonicus Makino
3. Phyllospadix juzepczukii Tzvelev
4. Phyllospadix scouleri Hook.
5. Phyllospadix serrulatus Rupr. ex Asch.
6. Phyllospadix torreyi S.Watson